# Germain Hess
Germain Henri Hess (Ginevra, 7 agosto 1802 – San Pietroburgo, 30 novembre 1850) è stato un chimico svizzero, noto per la formulazione della legge di Hess, uno dei principi cardine della termochimica.

## Biografia
Nacque a Ginevra, ma già nel 1805 si spostò con la famiglia in Russia dove il padre, un artista, si trasferì per cercare lavoro. Studiò medicina all'Università di Tartu, dove si laureò nel 1825.
Si interessò alla chimica e, dopo un incontro con il famoso chimico svedese Jöns Jakob Berzelius, si trasferì a Stoccolma per studiare con lui. Al suo ritorno in Russia si unì ad una spedizione per lo studio della geologia degli Urali, prima di stabilirsi a Irkutsk per la pratica medica.
Nel 1830 iniziò a occuparsi di chimica a tempo pieno, dedicandosi alla ricerca e all'insegnamento, diventando successivamente professore all'Istituto di tecnologia dell'Università di San Pietroburgo. Qui pubblicò nel 1840 il suo articolo più famoso, riguardante la legge che ne porta il nome.
Hess si interessò anche allo studio dei minerali, tra cui il tellururo di argento (Ag2Te), che fu chiamato hessite in suo onore. Scoprì inoltre che l'ossidazione dello zucchero porta alla formazione di acido saccarico.